# Nexus 5
Nexus 5 – smartfon z systemem Android zaprojektowany przez Google oraz LG Electronics. Jest następcą Nexusa 4. Urządzenie jest piątym smartfonem z serii Google Nexus – urządzeń sprzedawanych przez Google, a produkowanych przez firmy trzecie. Został zaprezentowany 31 października 2013 i tego samego dnia został dodany w wybranych krajach do sklepu Google Play. Nexus 5 jest pierwszym urządzeniem wyposażonym w system Android w wersji 4.4 KitKat. Telefon był oficjalnie wspierany aktualizacjami do wersji 6.0.1, jednak istnieją modyfikacje nawet do Androida 9.0 Pie, natomiast LineageOS wspiera ten telefon do wersji 14.1 (android 7.1).

## Specyfikacja

### Hardware

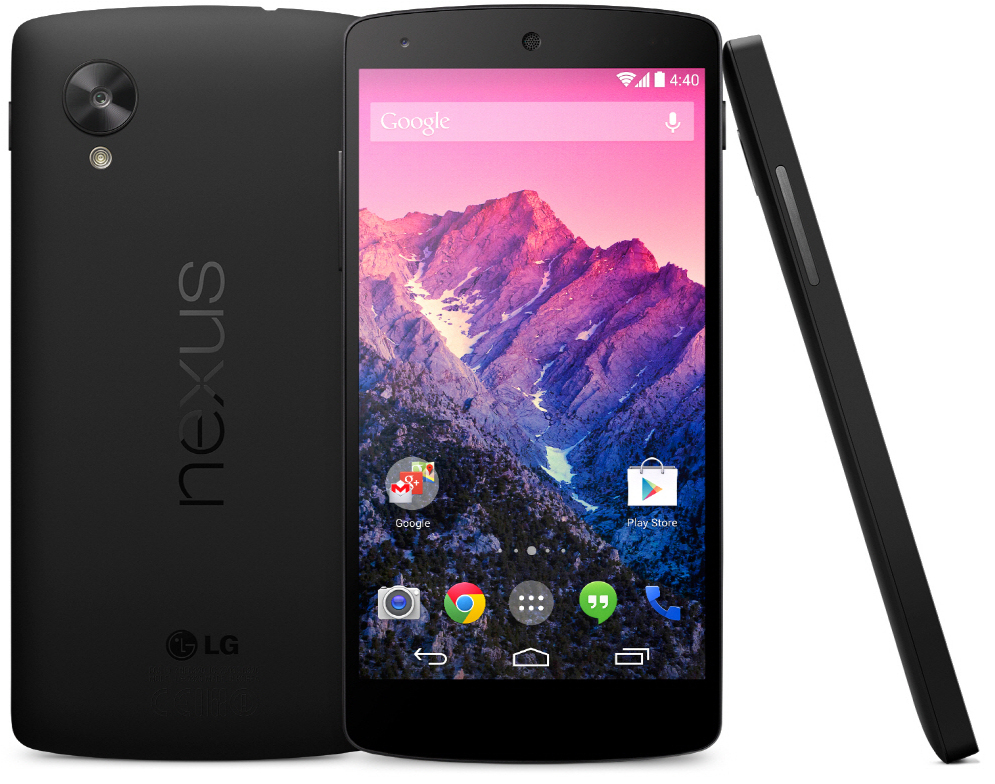
Tył, przód i bok czarnego Nexusa 5

Obudowa Nexusa 5 została wykonana z poliwęglanu, podobnego do tego z nowego Nexusa 7. W przeciwieństwie do poprzednika producent nie zastosował szklanej konstrukcji. Urządzenie dostępne jest w trzech kolorach: czarnym, białym oraz czerwonym.
Osprzęt jest podobny do tego z LG G2. Nexus 5 napędzany przez czterordzeniowy procesor Qualcomm Snapdragon 800 taktowany zegarem 2,26 GHz wraz z 2 GB pamięci RAM LPDDR3, 16 GB lub 32 GB pamięci wewnętrznej i baterią o pojemności 2300 mAh. Urządzenie posiada ekran o wielkości 4,95 cala, chroniony przez Gorilla Glass 3 i rozdzielczości 1920 × 1080 pikseli oraz tylną kamerę 8 megapikseli z optyczną stabilizacją obrazu. Tak jak poprzednik, nowy Nexus nie posiada slotu na kartę pamięci microSD.

### Oprogramowanie
Nexus 5 pracował początkowo pod kontrolą systemu operacyjnego Android w wersji 4.4.4 KitKat, której premiera odbyła się na tym urządzeniu. Wprowadza ona m.in. odświeżony interfejs, wyższą wydajność oraz usprawnienie Google Now. W związku z polityką Google zakładającą około 18-miesięczny okres oficjalnego wsparcia, smartfon dostanie również aktualizację do Androida w wersji co najmniej 5.0.1.

### Cena
W internetowym sklepie Google Play cena wynosi 349 $ za wersję 16 GB oraz 399 $ za 32 GB.

### Bateria
Nexus 5 posiada baterie Li-Po o pojemności 2300 mAh. Maksymalna żywotność baterii podczas rozmów to 17 h, a maksymalny czas czuwania to 12,5 dni.